# Bekkestua Station
Bekkestua Station (Bekkestua stasjon) er en metrostation på Kolsåsbanen på T-banen i Oslo. Den er desuden endestation for sporvognene på Lilleakerbanen, der benytter Kolsåsbanens spor mellem Jar og Bekkestua.
Fra 1. juli 2003 til 22. november 2004 var Bekkestua endestation for Kolsåsbanen. Stationen blev lukket 1. juli 2006 sammen med banen, da denne skulle opgraderes til metrostandard. Fra 20. august 2007 til 15. februar 2009 blev den i stedet betjent af sporvognene på Lilleakerbanen, der blev forlænget hertil fra Jar. T-banetrafikken blev genoptaget 15. august 2011, mens sporvognene vendte tilbage 19. januar 2014.
Den opgraderede station blev tegnet af Arne Henriksen, der fik Bærum kommunes arkitekturpris i 2012 for det.